# Йовин (менестрель)
Йовин (настоящее имя Лина Евгеньевна Воробьева, (род. 31 мая 1975 года) — российская исполнительница песен в жанре бард-фолка, менестрель, лидер группы Rosa Alba. Известна под псевдонимом «Йовин» (также «Ёвин» или «Ё-вин»), который произошёл от героини эпопеи Толкина «Властелин колец» Эовин.

## Дискография

### Неофициальные альбомы
- «Возвращение домой», 1995, Йовин и Тэм Ранние песни Йовин и Тэм. Включает в себя песни Йовин «Предание», «Мой рыцарь», «Магическая песня дев Ваэтрока» и другие.
- «Мирский цикл», 1997, Йовин и Тэм. Был записан как посвящение минскому рыцарскому ордену «Сердце дракона» (в настоящее время — международное военно-историческое объединение «Орден Северного Храма») совместно с Тэм.

Официальная позиция Йовин относительно этих альбомов: «Я не могу помешать распространению своих ранних записей плохого качества, но содействовать этому распространению мешает моё эстетическое чувство».

### В составе рок-орденаТампль
- 2000 — рок-опера «Тампль», соавтор музыки и текста.
- 2002 — мюзикл «Финрод-зонг», соавтор музыки и текста, в студийной версии — исполнение роли Мелиан, в одной из московских постановок — Галадриэль. Также существует отдельно записанный дуэт Берена и Лютиэн с Йовин в роли последней.
- 2004 — рок-опера «Жанна д’Арк», соавтор музыки и текста, в студийной версии и постановках — роль Жанны.
- 2008 — рок-опера «Финрод» — роль Галадриэль
- 2014 — мюзикл «Принцесса Грёза» (по одноимённой пьесе Эдмона Ростана), автор музыки, соавтор текста, в концертной версии — исполнитель роли Соризмонды.

### Официальные альбомы
- 1999 — «Весна на поражение»[4]
- 2000 — «Дезертир»[5]
- 2006 — «Новый день»[6] (С группой Rosa Alba)
- 2008 — «Меридиан»[7]

## Участие в проектах
Играет в театре «Братство святой Фуа».
Композитор неснятого фильма «Меч без имени» (режиссёр Влад Таупеш) по одноимённому произведению Андрея Белянина, соавтор саундтрека.

## Концертная деятельность
Лина регулярно даёт сольные концерты в различных клубах Москвы, Санкт-Петербурга и других городах России.